# 唐奉先
唐奉先，湖北京山人。明朝政治人物、进士。

## 生平
洪武二十一年，其中进士二甲第十四名，授监察御史。其父唐本忠因事连坐入狱，其上书愿意代父受刑。后贬为前军都督府经历。